# Дуже велика канарка
«Дуже велика канарка» (англ. King-Size Canary) — американський мультфільм 1947 року. Одна із найліпших робіт режисера Текса Ейвері створена в дусі абсурду і карколомної візуальної виразності. Мультфільм займає 10 місце в списку 50 найвизначніших мультфільмів, складеному істориком анімації Джеррі Беком в 1994 році.

## Сюжет
Облізлий бродячий Кіт блукає по підворіттях в пошуках хоч якоїсь їжі. Раптово він зауважує будинок, на кухні горить світло, всередині видно холодильник. Обдуривши сторожову Собаку, Кіт пробирається всередину, але в холодильнику порожньо. Перевернувши всю кухню догори дном, Кіт виявляє Мишу, але та переконує його не їсти її, а піти в сусідню кімнату, де в клітці сидить «величезна жирна соковита» Канарка. Насправді пташка виявляється неймовірно крихітною. Кіт вливає в неї пляшку садового добрива для росту, і та миттєво стає настільки величезною, що Кіт починає сам її боятися і не наважується з'їсти. Канарка починає гнатися за котом, але той теж випиває «еліксир» і знову стає більшим за неї, тепер Кіт переслідує Канарку. Тим часом пляшка потрапляє до Собаки, і та теж різко збільшується в розмірах, тепер тікати доводиться знову Котові. Після цього пляшка потрапляє до Миші, і та стає більшою за всіх. Втім, Миша не бажає зла Коту, а прогнавши Собаку повертає Коту ту саму заповітну пляшку. Оскільки Кіт так і залишився голодним, він випиває її вміст, стаючи більше Миші, і збирається все-таки з'їсти її. Погоня виходить за межі міста, Кіт переслідує Мишу по Гранд-Каньйону. У тих місцях вони, відбираючи пляшку один у одного, кілька разів збільшують свої розміри.
Мультфільм закінчується словами Миші, зверненими до глядача: «Пані та панове, на цьому ми змушені закінчити наш мультфільм, так як ми випили весь реквізит. На добраніч». Однакові за розміром гігантські Кіт і Миша махають глядачеві лапами, коли ледь поміщаючись стоять на земній кулі.